# CID / Arti Visive
Il Centro di Informazione e Documentazione / Arti Visive è la biblioteca del Centro per l'arte contemporanea Luigi Pecci e fa parte del Sistema bibliotecario provinciale pratese. Raccoglie decine di migliaia di cataloghi di mostre e monografie sull'arte contemporanea, centinaia di audiovisivi e di riviste di settore con l'obiettivo di documentare i movimenti artistici del XX e XXI secolo e gli eventi espositivi di maggior rilievo, nazionali e internazionali.

## Storia
All'inizio degli anni Ottanta Egidio Mucci, docente di Semiologia alla Facoltà di Architettura di Firenze, il curatore e critico d'arte Pier Luigi Tazzi ed Enzo Bargiacchi, funzionario della Regione Toscana con competenze informatiche, proposero un progetto di centro di documentazione sulle arti visive contemporanee al Comune di Prato, che lo attivò a partire dal 1982.
Il concetto di centro di documentazione era stato sviluppato da Egidio Mucci e Pier Luigi Tazzi in due convegni sui problemi della critica d'arte tenutisi a Montecatini Terme: Critica 0 nel 1978 e Critica 1 nel 1980.
Fu però nel 1984 che i due organizzarono insieme a Enzo Bargiacchi e al personale dell'Assessorato del Comune di Prato il convegno Progetti d'Archivio, che si svolse dal 6 al 8 aprile e che si focalizzò sulla situazione degli archivi di arte contemporanea in Italia e in Europa. Con l'occasione furono presentati i progetti per il Centro per l'arte contemporanea Luigi Pecci e quello per il CID / Arti Visive, che si prefiggeva di raccogliere riviste e pubblicazioni specializzate sull'arte contemporanea, ma anche conservare il cosiddetto materiale minore, cioè inviti, dépliant e manifesti relativi a mostre ed eventi.
In un primo periodo, il materiale fu riunito e conservato presso la sede dell'Assessorato alla Cultura del Comune di Prato. Successivamente la biblioteca fu inclusa nel progetto degli spazi del Centro per l'arte contemporanea Luigi Pecci e aperta al pubblico nel 1989.

## Patrimonio
La collezione della biblioteca si costituisce nel gennaio 1984 a partire da un’emeroteca specializzata e dalla successiva acquisizione di materiali (cataloghi, inviti, locandine e manifesti) relativi all’attività espositiva pratese e toscana degli anni Settanta - primi anni Ottanta.
A partire dal 1985 il primo nucleo della raccolta è integrato da acquisti programmatici, dal mutuo scambio di pubblicazioni con istituti di rilevanza nazionale e internazionale, dalle donazioni di raccolte private di critici, editori, artisti e studiosi d’arte. A questi si aggiungono le pubblicazioni e i materiali legati all'attività espositiva e didattica del Centro per l'arte contemporanea Luigi Pecci, incluse le registrazioni dei laboratori di Bruno Munari.

### Fondi
All'interno della collezione del CID / Arti Visive si individuano i seguenti fondi:
Il Fondo Ferruccio Marchi è stato acquistato dal Comune di Prato nel 1985 in seguito alla morte del fondatore della casa editrice d’arte Centro Di, con sede a Firenze. La raccolta è formata da libri d'artista, manifesti, monografie e cataloghi di mostre che documentano in particolare i movimenti artistici degli anni Sessanta e Settanta del XX secolo.
Il Fondo Giancarlo Politi è stato acquistato fra il 1986 e il 1987 e raccoglie cataloghi di mostra e saggi monografici pubblicati negli anni Settanta e Ottanta del XX secolo. La formazione del fondo è avvenuta in concomitanza con i primi anni di attività della rivista d’arte Flash Art, di cui Giancarlo Politi è stato
fondatore.
Il Fondo Libri d’artista comprende le opere in forma di libro d'arte risalenti agli anni Sessanta e Settanta del XX secolo parte dei Fondi Marchi e Politi, a cui dal 1994 si sono aggiunte successive donazioni.
Il Fondo Ermanno Migliorini è stato acquistato nel 1986 ed è formato in prevalenza da cataloghi di mostre italiane prodotti negli anni Settanta e Ottanta del XX secolo.
Il Fondo Galleria Metastasio è stato donato fra il 1988 e il 1992 dal collezionista pratese Carlo Palli e documenta l’attività espositiva della
galleria e le sue relazioni con il mondo artistico contemporaneo durante gli anni Ottanta del XX secolo.
Il Fondo Enrico Crispolti è stato acquisito fra il 1988 e il 1992 e raccoglie una parte di volumi e opuscoli appartenuti allo storico e critico d’arte.
Il Fondo Galleria Il Bisonte, Firenze è stato acquisito fra il 1988 e il 1992 e documenta l’attività artistica fiorentina e toscana degli anni Sessanta e Settanta del XX secolo.
Il Fondo Sergio Santi è stato acquisito fra il 1988 e il 1992 e testimonia prevalentemente l’arte del XX secolo.
L'Archivio Francesco Vincitorio è un fondo donato nel 1994 e comprende il carteggio e l'archivio fotografico di Vincitorio e la raccolta in cinque volumi della rivista “NAC-Notiziario Arte Contemporanea”(1968-1974), di cui era direttore.
Il Fondo Salone di Villa Romana è stato acquisito all’inizio degli anni Novanta del XX secolo e incrementato da una successiva donazione nel 2006 da parte della residenza per artisti Villa Romana (Firenze). Il fondo documenta l’arte moderna e contemporanea, con particolare riferimento al periodo dell’Espressionismo tedesco e alle correnti artistiche italiane e straniere del secondo dopoguerra.
Il Fondo Loriano Bertini è stato acquisito fra il 2002 e il 2015. La raccolta, appartenuta a uno dei soci fondatori del Centro per l'arte contemporanea Luigi Pecci, documenta prevalentemente le avanguardie storiche e il secondo dopoguerra.
Il Fondo Carla Lavatelli è stato donato nel 2018 ed è costituito da materiale bibliografico appartenuto all’artista italo-americana in cui si rileva una prevalenza di pubblicazioni dedicate alla scultura contemporanea internazionale.
Inoltre, la biblioteca conserva in comodato d'uso il Fondo Mario Mariotti e il Fondo Leonardo Savioli. 
Il primo documenta nel suo complesso l'attività dell'artista fiorentino Mario Mariotti e contiene materiali rari e inediti, tra cui progetti, fotografie e registrazioni. Il secondo comprende materiale proveniente dallo studio dell'architetto Leonardo Savioli e fa parte di una donazione più ampia risalente al 2008 ed effettuata dalla vedova Flora Wiechmann Savioli alla Regione Toscana.